# کبوتر جنگلی آزورس
کبوتر جنگلی آزورس (نام علمی: Columba palumbus azorica) نام یک زیرگونه از گونه کبوتر جنگلی است.